# Monarch (Lay Your Jewelled Head Down)
Monarch (Lay Your Jewelled Head Down) è il primo album discografico in studio della cantautrice canadese Feist, pubblicato nel 1999.
L'album è stato registrato a Toronto e missato presso l'Hamilton's Catherine North Studio. 
Nel 2012 è stata pubblicata una riedizione dell'album in edizione limitata (2000 copie).

## Tracce
1. It's Cool to Love Your Family – 3:54
2. The Onliest – 4:03
3. La Sirena – 4:28
4. One Year A.D. – 4:50
5. Monarch – 5:10
6. That's What I Say, It's Not What I Mean – 3:36
7. Flight #303 – 2:48
8. Still True – 3:52
9. The Mast – 4:43
10. New Torch – 4:19

## Formazione
- Leslie Feist - voce, chitarra, autrice
- Martin Tielli - chitarra (3)
- Andrew Witheman - chitarra (4)
- José Miguel Contreras - chitarra (7)
- Simon Craig - chitarra (6)
- J. Beck - melodica (7), autore (10)
- Dan Kurtz - basso
- Alex Mac Master - violoncello
- Josh Hicks - batteria
- Jamie Shields - tastiere
- Pam Bettger - viola
- Akiko Kojima, Sandy Baron - violino